# 積善会看護専門学校
積善会看護専門学校（せきぜんかいかんごせんもんがっこう）は、神奈川県小田原市曽我にある。3年制の看護学科を持つ専門学校である。

## 概要
公益財団法人積善会（法人番号：8021005005776）が設置者となっている1958年に開設された看護学校。旧小田原都市圏（2015年から東京都市圏）に、4つある看護師の人材養成教育機関の一つである。文科省付与の学校コードは「H114320600039」。

## 沿革
- 1932年（昭和07年） - 母体となる曽我病院が開院。
- 1955年（昭和30年）9月22日 - 公益財団法人積善会を設立。
- 1958年（昭和33年）4月 - 積善会准看護学校が開学。
- 1989年（平成元年） - 積善会看護専門学校（3年課程全日制へ移行）に改称。[1]
- 1995年（平成07年）1月 - 専門士の称号が付与できる専修学校の専門課程として認可。
- 2002年（平成14年）3月 - 保健師助産師看護師法の施行（旧保健婦助産婦看護婦法）により男女ともに「看護師」という名称に統一。
- 2018年（平成30年） - 創立60周年を迎える。

## 設置学科
- 医療専門課程　看護婦学科 （3年制）

## 取得できる資格・免許状
- 看護師 国家試験受験資格
- 保健師・助産師の養成機関受験資格
- 養護教諭免許一種の養成機関（看護系）受験資格
- 専門士（医療専門課程）の称号[2]
- 大学編入学受験資格（取得単位の置き換え）

## 学内奨学金
- 公益財団法人積善会奨学金

日本看護協会、各病院奨学金や地方自治体など学外の就学資金支援制度（奨学金の給付/貸与）もあり。要確認。